# الكاتدرائية الكبيرة (فريانة)
الكاتدرائية الكبيرة  هو معلم أثري تونسي مصنف من قبل المعهد الوطني للتراث يقع في ولاية القصرين في الوسط الغربي التونسي، تحديدا في مدينة فريانة تم تصنيف المعلم في يوم 3 مارس 1915 1893.